# Skórkowice
Skórkowice [pronunciación en polaco: /skurkɔˈvit͡sɛ/] es un pueblo ubicado en el distrito administrativo de Gmina Żarnów, dentro del Distrito de Opoczno, Voivodato de Łódź, en Polonia central. Se encuentra aproximadamente a 9 kilómetros al oeste de Żarnów, a 24 kilómetros al suroeste de Opoczno, y a 74 kilómetros al sureste de la capital regional Łódź.